# Ilala (Distrikt)
Ilala (auch Daressalam City) ist ein Distrikt der Region Daressalam in Tansania. Der Distrikt grenzt im Norden an die Distrikte Ubungo und Kinondoni, im Nordosten an den Indischen Ozean, im Südosten an die Distrikte Kigamboni und Temeke und im Südwesten und im Westen an die Region Pwani.

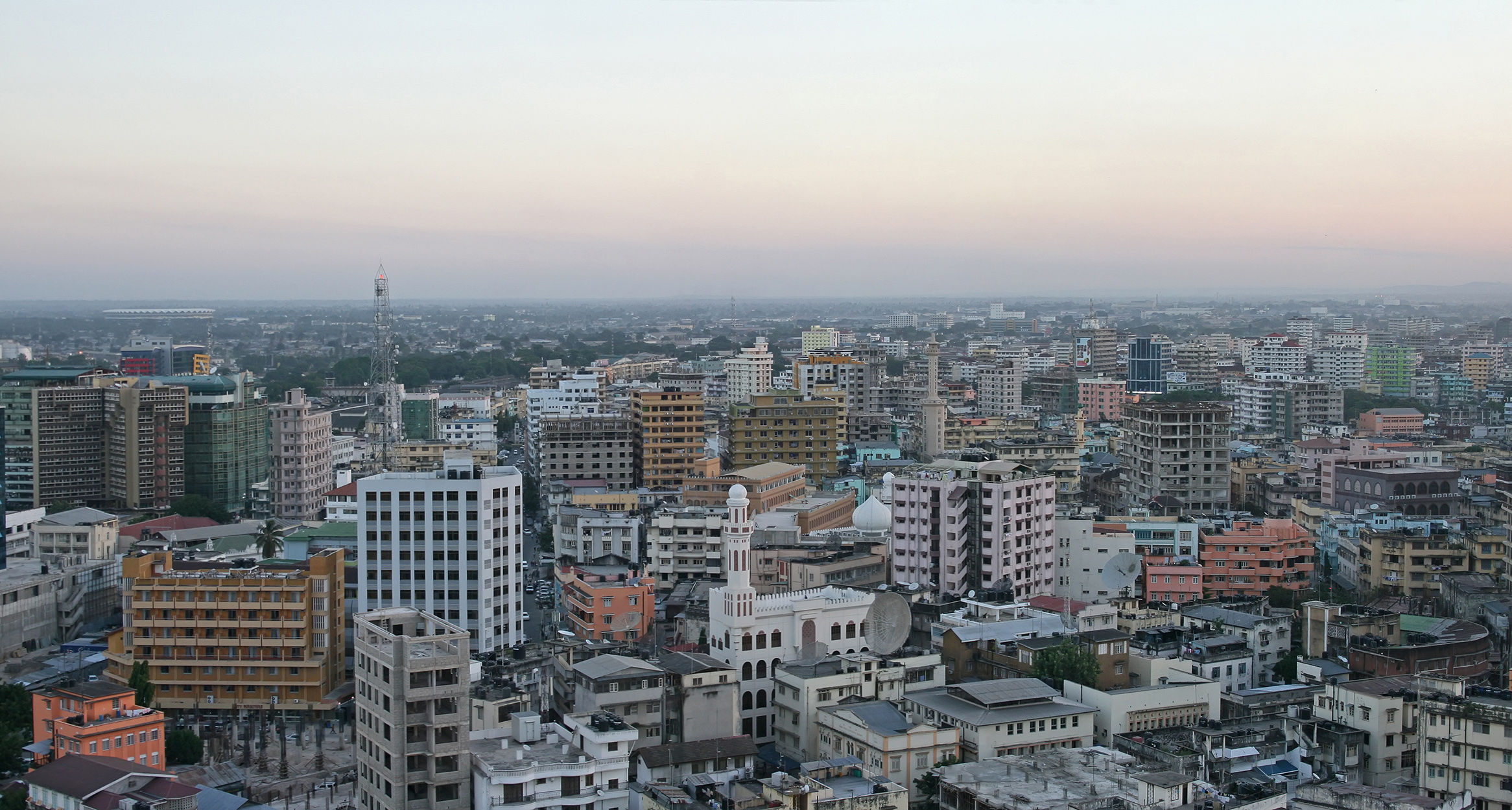
Luftaufnahme eines Teiles von Ilala.

## Geographie
Ilala hat eine Fläche von 210 Quadratkilometer und 1.649.912 Einwohner (Volkszählung 2022). In Ilala liegt das Verwaltungszentrum von Daressalam. Die zehn Kilometer lange Küste am Indischen Ozean beinhaltet den Hafen Daressalam. Von der Küste dehnt sich eine Ebene nach Westen aus, hier liegt der urbane Teil von Ilala. Kleine Bereiche im Westen steigen hügelig bis auf 900 Meter über dem Meer an, diese werden landwirtschaftlich genutzt. Im Distrikt gibt es zwei Regenzeiten. Bei längeren Regen von März bis Mai fallen 150 bis 300 Millimeter Niederschläge, bei den kurzen Schauern von Oktober bis Dezember regnet es 75 bis 100 Millimeter. Die Durchschnittstemperatur schwankt von 26 Grad Celsius im August bis 35 Grad im Dezember und im Januar.

## Geschichte
Der Distrikt wurde im Jahr 2000 eingerichtet. Die Stadtdirektoren seitdem waren:
| Name                     | von       | bis       |
| ------------------------ | --------- | --------- |
| John M. Lubuva           | 1.1.2000  | 18.3.2008 |
| Idd A. Nyundo            | 18.3.2008 | 2.5.2009  |
| Gabriel K. B, Fuime      | 2.6.2009  | 14.1.2013 |
| Mwenahasara W.F. Maganga | 21.1.2013 | 14.5.2014 |
| Isaya Moses Mngurumi     | 19.5.2014 | 6.7.2016  |
| Msongela N. Palela       | 6.7.2016  | 3.9.2018  |
| Jumanne K. Shauri        | 3.9.2018  |           |

## Verwaltungsgliederung
Ilala wird in die drei Divisionen sowie in 33 Bezirke (Kata) gegliedert.
| Division           | Fläche km2 | Einwohner 2002 | Einwohner 2012 | Einwohner 2016 |
| ------------------ | ---------- | -------------- | -------------- | -------------- |
| Ilala              | 30,5       | 299.629        | 390.596        | 182.421        |
| Ukonga             | 170,0      | 265.153        | 740.931        | 573.029        |
| Kariakoo (Segerea) | 9,6        | 70.142         | 89.084         | 773.038        |

Die Bezirke sind: 
| Ilala - Gerezani - Ilala - Jangwani - Kariakoo - Kisutu - Kivukoni - Mchafukoge - Mchikichini - Upanga Magharibi - Upanga Mashariki | Segerea - Kimanga - Kinyerezi - Bonyokwa - Liwiti - Minazi Mirefu - Mnyamani - Vingunguti - Kipawa - Buguruni - Kisukuru - Kiwalani - Segerea - Tabata | Ukonga - Buyuni - Chanika - Gongo La Mboto - Kipunguni - Kitunda - Kivule - Majohe - Msongola - Mzinga - Pugu - Pugu Station - Ukonga - Zingiziwa |

| Die größten ethischen Gruppen im Distrikt sind die Zaramo und die Ndengereko. Wegen der Verstädterung sind jedoch viele Menschen mit unterschiedlicher Herkunft im Distrikt eingewandert, sodass derzeit keine ethnische Gruppe mehr als ein Viertel der Bevölkerung ausmacht. Die Einwohnerzahl von Ilala stieg von 331.663 im Jahr 1988 auf 634.924 bei der Volkszählung im Jahr 2002 und weiter auf 1.220.611 im Jahr 2012 sowie 1.649.912 im Jahr 2022. Von den Über-Fünfjährigen sprachen im Jahr 2012 über sechzig Prozent Swahili, drei Prozent Englisch und 29 Prozent Swahili und Englisch. Etwa sechs Prozent waren Analphabeten. | Die zur Anzeige dieser Grafik verwendete Erweiterung wurde dauerhaft deaktiviert. Wir arbeiten aktuell daran, diese und weitere betroffene Grafiken auf ein neues Format umzustellen. (Mehr dazu) |

- Bildung: Im Distrikt befinden sich 230 Vorschulen, 235 Grundschulen und 98 weiterführende Schulen (Stand 2018). Die Schulen werden etwa je zur Hälfte staatlich und privat geführt.[11]
- Gesundheit: Von den 181 Gesundheitseinrichtungen werden 153 privat betrieben. Die größten Herausforderungen im Gesundheitssystem sind die hohe Kindersterblichkeit, die Müttersterblichkeit und Malaria.[12]

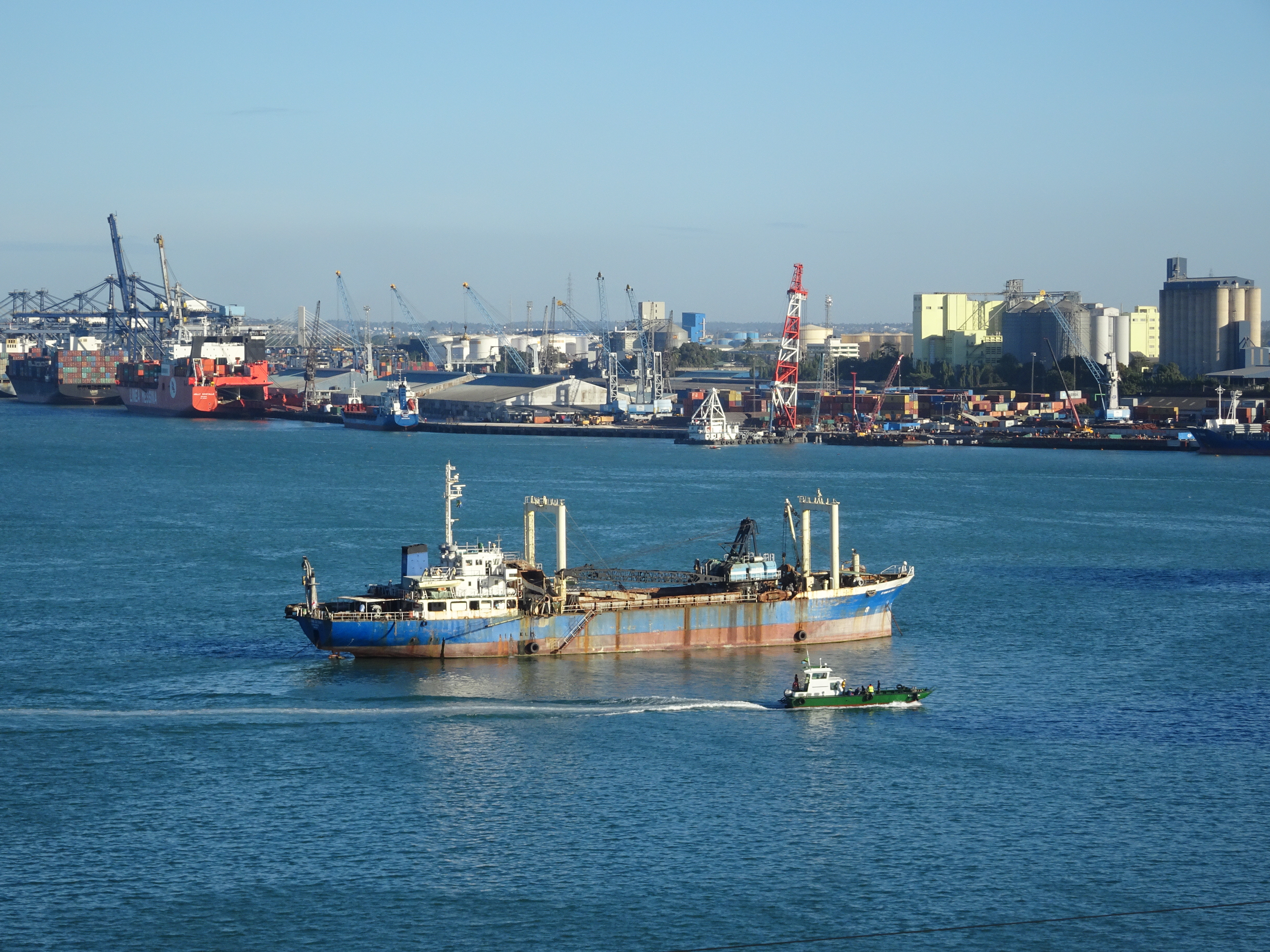
Der Hafen von Daressalam.

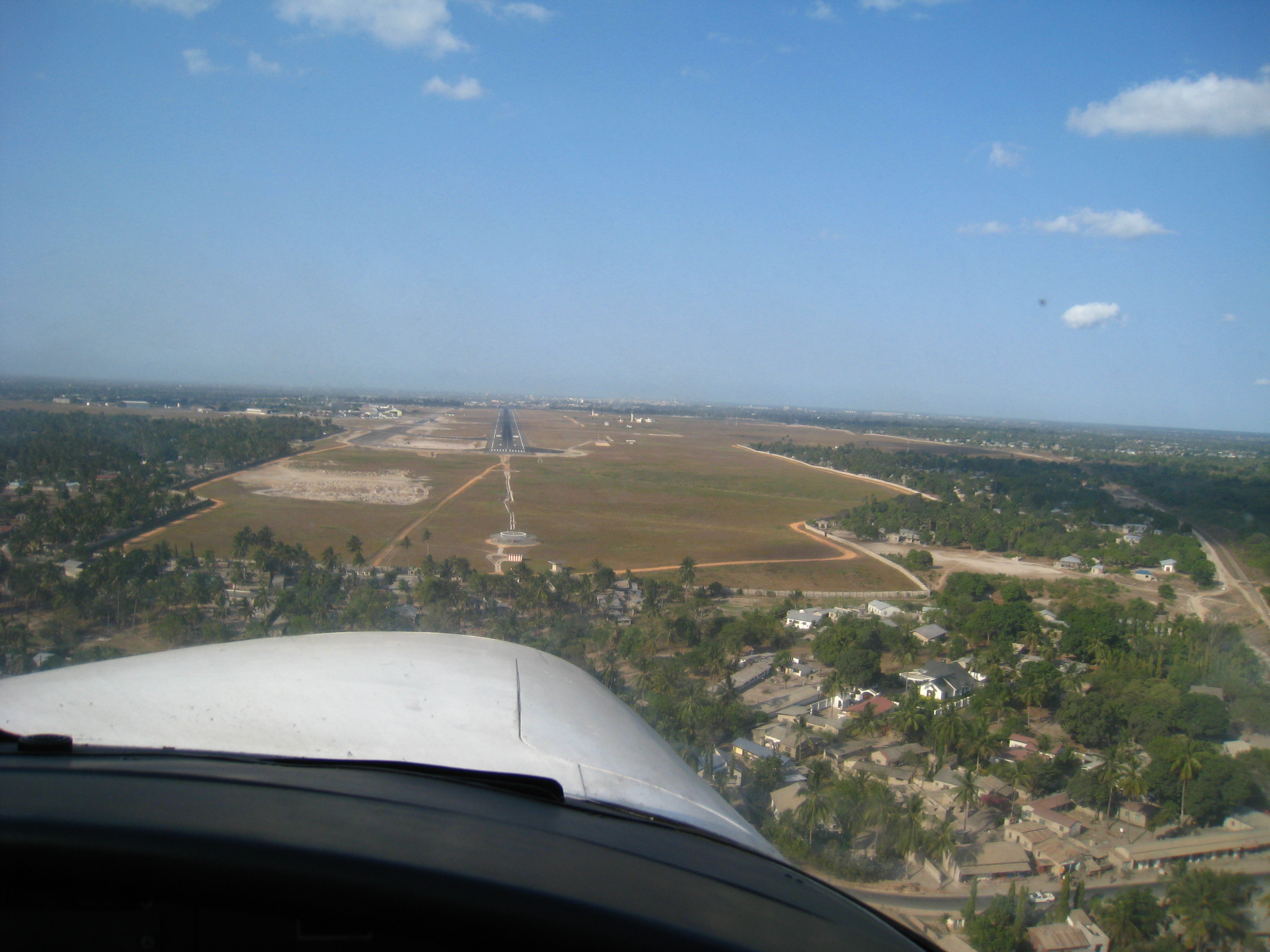
Anflug auf den Flughafen Daressalam.

## Wirtschaft und Infrastruktur
- Handel, Gewerbe und Dienstleistungen: Einzelhandelsgeschäfte, Hotels, Bars und Restaurants, Transportdienstleister, Handwerker, Banken und Bauunternehmer beschäftigen rund 45 Prozent der Bevölkerung.[13]
- Industrie: Im Distrikt befinden sich über 200 große Industriebetriebe, die sich vor allem im Bau, mit der Herstellung von Waren und der Metallverarbeitung beschäftigen. Die 360 mittelgroßen Betriebe verarbeiten Lebensmittel, stellen Getränke, Textilien und Baumaterialien her. Die 780 Kleinbetriebe beschäftigten im Jahr 2018 mehr als 130.000 Mitarbeiter, die Mittel- und Großbetriebe je 200.000.[14]
- Landwirtschaft: Die Anbaufläche nimmt wegen der Urbanisierung ab, im Jahr 2015/16 wurden noch auf 5600 Hektar Früchte angebaut. Für den Eigenbedarf werden vor allem Maniok, Reis, Mais, Süßkartoffeln und Erbsen gepflanzt, für den Verkauf Zitrusfrüchte, Ananas, Papaya, Mangos, Kokosnüsse, Bananen, Gurken, Wassermelonen, Passionsfrüchte und Gemüse.[15] Daneben werden auch 10.000 Rinder und 230.000 Hühner gehalten.[16]
- Fischerei: Die Fischerei im Indischen Ozean ist ein wichtiger Wirtschaftsfaktor. Zwar gibt es im Distrikt nur 200 gemeldete Fischerboote und 1800 Fischer, doch legen bis zu 400 Boote in Ilala an und verkaufen täglich 15 Tonnen Fisch auf dem Fischmarkt am Fährenhafen.[16]
- Eisenbahn: In Ilala beginnen die beiden wichtigsten Bahnlinien von Tansania, die von Tanzania Railways betriebene Linie nach Tabora und Kigoma mit der Seitenlinie nach Mwanza und die von Tanzania Zambia Railway am Bahnhof Kamata geführte Strecke nach Sambia.[17] Im Distrikt liegt auch der Bahnhof Daressalam Magufuli, der Startpunkt der Normalspur-Bahn nach Dodoma.[18]
- Der Nahverkehr wird derzeit nur durch Daladala-Linien betrieben, jedoch ist eine Erweiterung Des Mwendokasi-Netzes von Magomeni nach Duze in Bau.
- Flughafen: Im Distrikt liegt der Julius Nyerere Flughafen Daressalam. Im wichtigsten Flughafen von Tansania landen täglich rund 40 Flugzeuge mit 2000 Passagieren (Stand September 2020).[19][20]
- Hafen: In Ilala liegt der Hafen von Daressalam, er ist der größte Hafen von Tansania. Der Kai ist 2600 Meter lang und beinhaltet  auch ein Container- und ein Ölterminal.[7][21]
- Straßen: Von den 1200 Kilometer Straßen sind rund 120 Kilometer asphaltiert und 260 geschottert, der Rest sind Naturstraßen.[22]

## Politik
Im Distrikt gibt es die drei Wahlkreise Ilala, Segerea und Ukonga, in denen alle fünf Jahre gewählt wird. Der Stadtrat besteht aus 49 Stadträten.

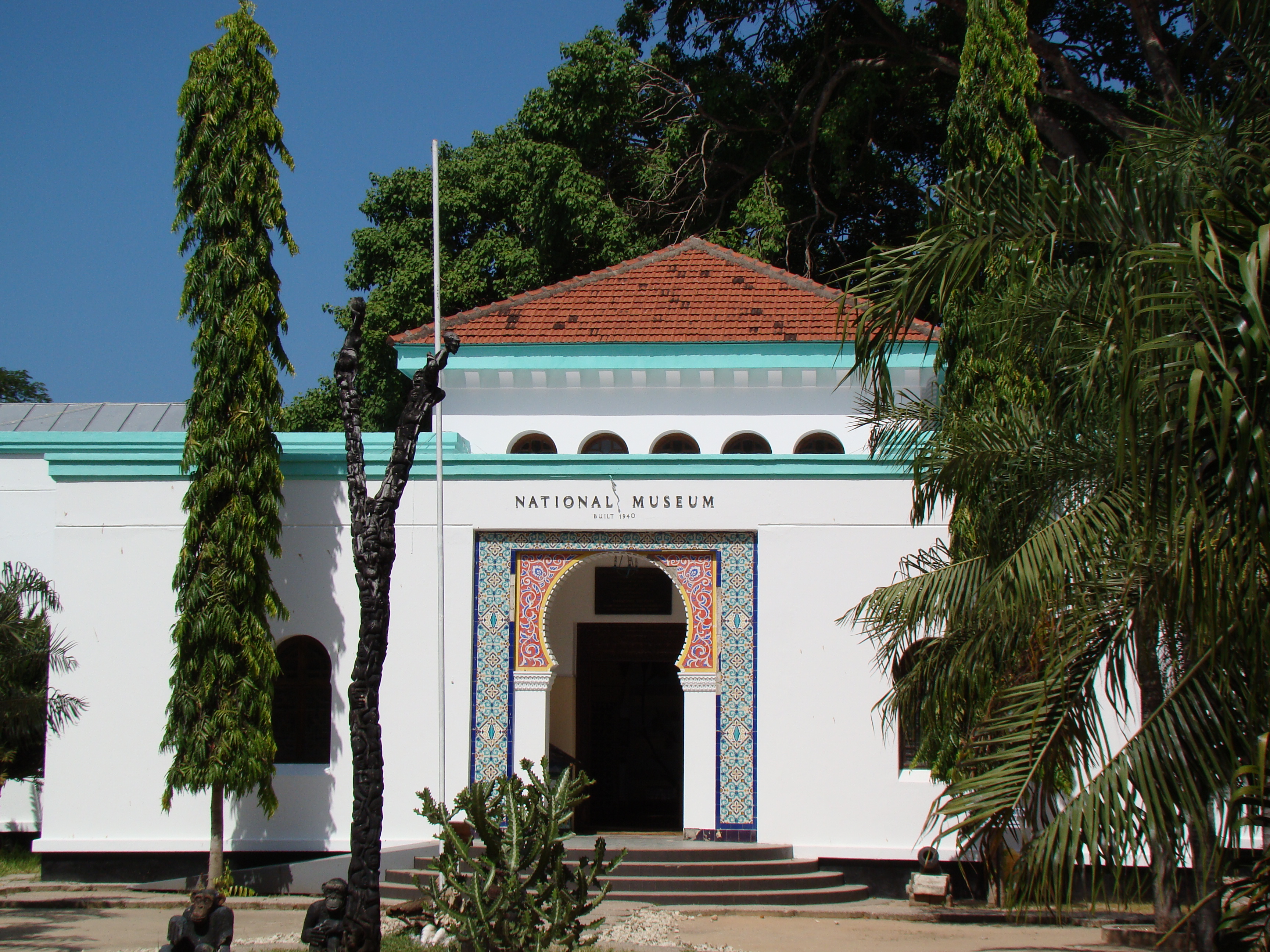
Das Nationalmuseum in Daressalam.

## Sehenswürdigkeiten
- Nationalmuseum: Das im Jahr 1940 gebaute Museum zeigt die Geschichte Tansanias. Eines seiner wichtigsten Exponate ist der von Louis Leakey gefundene Australopithecus boisei.[24]
- State House: Dieses in der Deutschen Kolonialzeit erbaute Gebäude ist Büro und Wohnsitz des tansanischen Staatsoberhauptes.[25]